# Crnovec
Crnovec (macedónul: Црновец) település Észak-Macedóniában, a Pelagonijai körzet Bitolai járásában.

## Népesség
| Lakosok száma | 679  | 676  | 636  | 571  | 577  | 255  | 124  | 86   | 31   |
|               | 1948 | 1953 | 1961 | 1971 | 1981 | 1991 | 1994 | 2002 | 2021 |

2002-ben 86 lakosa volt, akik közül 66 macedón, 18 albán, 1 török és 1 egyéb nemzetiségű.